# Teoria de les dues fonts
La teoria de les dues fonts és una teoria que cerca donar una resposta a l'anomenat problema sinòptic que planteja per què els evangelis sinòptics són tan semblants entre ells, i alhora, per què són diferents.

## Explicació de la teoria
La teoria de les dues fonts afirma que l'Evangeli segons Marc és el més antic. L'Evangeli segons Mateu i l'Evangeli segons Lluc haurien conegut el text de Marc i l'haurien utilitzat com a font principal. Això explicaria per què els tres evangelis sinòptics són tan semblants en la seva estructura i fins i tot en el llenguatge.
Per explicar els materials en què coincideixen Mateu i Lluc i que no es troben a Marc, es postula una segona font, coneguda per aquests dos evangelistes però no per Marc, que Mateu i Lluc haurien fet servir de manera independent per completar la narració de Marc. Aquesta font hauria de ser una col·lecció de dites de Jesús sense una connexió narrativa entre elles. Per nomenar aquesta font Johannes Weiß, el 1890, va proposar el nom de Font Q, de Quelle, que en alemany significa 'font'.
Per acabar, s'afirma que tant Mateu com Lluc disposaven d'altres fonts personals que no coneixien els altres evangelistes, denominades M les de Mateu i L les de Lluc, que explicarien els materials propis de cadascú.

## Arguments contraris
El principal argument per no acceptar automàticament aquesta teoria és el fet que la Font Q no es coneix ni hi ha notícies explícites que hagués existit. Per tant, és sempre una hipòtesi. Els intents de reconstrucció de la Font Q a partir dels evangelis de Marc i de Lluc, tot i que puguin ser interessants, no deixen d'estar subordinats a l'efectiva existència d'aquest document.
Un altre problema seriós és el fet que tots els autors a l'antiguitat subratllessin la prioritat de Mateu sobre la prioritat de Marc. Encara que avui dia hi ha pocs experts que sostenen la teoria tradicional (almenys si es considera que l'Evangeli segons Mateu del qual parla la tradició és el mateix que coneixem avui dia en grec), no es poden menysprear els testimonis que procedeixen ja del segle ii.
Per acabar, la teoria de les dues fonts no dona una resposta satisfactòria al que es coneix com a concordances menors. Per concordances menors s'entenen els passatges narratius en què Mateu i Lluc coincideixen en contra de Marc. Si la Font Q és només una col·lecció de dites sense narrativa, i si Mateu i Lluc van fer servir Marc de manera independent (és a dir, sense conèixer Mateu l'obra de Lluc i viceversa), com seria possible que en alguns texts narratius coincidissin àdhuc literalment?